# Sportowe ratownictwo wodne na Światowych Wojskowych Igrzyskach Sportowych 2019 – holowanie manekina – sztafeta 4 x 25 m kobiet
Sztafeta 4 x 25 m z manekinem kobiet – jedna z konkurencji sportowego ratownictwa wodnego rozgrywanych podczas Światowych Wojskowych Igrzysk Sportowych 2019 w chińskim Wuhan.  
Eliminacje i finał rozegrane zostały w dniu 21 października 2019 roku na pływalni Wuhan Five Rings Sports Center Natatorium. Złoty medal zdobyła sztafeta Chin z czasem 1:19,02 min, ustanawiając nowy rekord Igrzysk wojskowych.

## Rekordy
Przed finałem Światowych Wojskowych Igrzyskach Sportowych 2019 obowiązywały następujące rekordy:
| Rekord świata             | Włochy | 1:17,63 | Adelaide | 30 listopada 2018    |
| Rekord igrzysk wojskowych | Chiny  | 1:23,55 | Wuhan    | 21 października 2019 |

## Terminarz
| Data                 | Godzina (UTC+8) | Wydarzenie             |
| -------------------- | --------------- | ---------------------- |
| 21 października 2019 | 10:05           | Wyścigi kwalifikacyjne |
| 21 października 2019 | 20:15           | Finał                  |

## Wyniki

### Kwalifikacje

#### Wyścig 1
| Poz. | Sztafeta | Zawodnicy                                                                                        | Tor | Wynik   | Uwagi | Kwal. |
| ---- | -------- | ------------------------------------------------------------------------------------------------ | --- | ------- | ----- | ----- |
| 1    | Brazylia | Priscila de Souza, Thamy Ventorin, Thais Xavier, Fernanda Andrade                                | 6   | 1:28,95 | CR    | Q     |
| 2    | Niemcy   | Jule Elisabeth Strotkoetter, Vivian Zander, Celina Seidel, Jessica Grote                         | 4   | 1:31,10 |       | Q     |
| 3    | Włochy   | Elisa Mammi, Lorenza Borriello, Cristina Tempera, Giorgia Romei                                  | 5   | 1:36,29 |       | Q     |
| 4    | Kanada   | Claire Suzanne Bortolotti, Mercedes Gillian Francis Leblanc, Jacinda Smit, Sienna Germaine Quirk | 3   | 1:41,76 |       | Q     |
| –    | Holandia | Nynke Ytsma, Rody van Hijete, Elianne van Soest, Mariette Nijhoff                                | 2   | DSQ     |       |       |

Źródło:

#### Wyścig 2
| Poz. | Sztafeta  | Zawodnicy                                                                                    | Tor | Wynik   | Uwagi | Kwal. |
| ---- | --------- | -------------------------------------------------------------------------------------------- | --- | ------- | ----- | ----- |
| 1    | Chiny     | Hu Yifan, Wu Huimin, Dai Xiaodie, Bao Xueyi                                                  | 4   | 1:23,55 | CR    | Q     |
| 2    | Polska    | Anna Nocoń, Karolina Faszczewska, Julia Wróbel, Amelia Pisarczyk                             | 6   | 1:32,18 |       | Q     |
| 3    | Rosja     | Maria Patlasowa, Elizawieta Klimentiewa, Daria Jermakowa, Anastazja Liazewa                  | 5   | 1:32,98 |       | Q     |
| 4    | Szwecja   | Carolina Nordvall, Maria Lundahl, Josefin Palm, Kajsa Loenn                                  | 2   | 1:39,58 |       | Q     |
| 5    | Hiszpania | Raquel Fenero Fanlo, Sheyla Garcia Salvador, Vicario Nazaret Guerrero, Maria Luengas Mengual | 3   | 1:49,64 |       |       |

Źródło:

### Finał
| Poz.   | Sztafeta | Zawodnicy                                                                                        | Tor | Wynik   | Uwagi |
| ------ | -------- | ------------------------------------------------------------------------------------------------ | --- | ------- | ----- |
| złoto  | Chiny    | Hu Yifan, Wu Huimin, Dai Xiaodie, Bao Xueyi                                                      | 4   | 1:19,02 | CR    |
| srebro | Niemcy   | Jule Elisabeth Strotkoetter, Vivian Zander, Celina Seidel, Jessica Grote                         | 3   | 1:24,81 |       |
| brąz   | Brazylia | Priscila de Souza, Thamy Ventorin, Thais Xavier, Fernanda Andrade                                | 5   | 1:25,46 |       |
| 4      | Rosja    | Maria Patlasowa, Elizawieta Klimentiewa, Daria Jermakowa, Anastazja Liazewa                      | 2   | 1:29,34 |       |
| 5      | Polska   | Anna Nocoń, Karolina Faszczewska, Julia Wróbel, Amelia Pisarczyk                                 | 6   | 1:30,63 |       |
| 6      | Szwecja  | Carolina Nordvall, Maria Lundahl, Josefin Palm, Kajsa Loenn                                      | 1   | 1:34,27 |       |
| 7      | Włochy   | Elisa Mammi, Lorenza Borriello, Cristina Tempera, Giorgia Romei                                  | 7   | 1:34,43 |       |
| 8      | Kanada   | Claire Suzanne Bortolotti, Mercedes Gillian Francis Leblanc, Jacinda Smit, Sienna Germaine Quirk | 8   | 1:44,73 |       |

Źródło: